# Svenska mästerskapen i friidrott 2015
Svenska mästerskapen i friidrott 2015 var det 120:e svenska mästerskapet i friidrott. Följande deltävlingar genomfördes: 
- SM 10 km landsväg den 18 april i Malmö
- SM halvmaraton den 9 maj i Stockholm
- SM stafett den 16  till 17 maj på Sollentunavallen i Sollentuna
- SM maraton den 30 maj på Stockholm Marathon i Stockholm,
- SM lag den 1 juli på Baldershovs IP i Sundsvall
- Stora SM den 7  till 9 augusti på Hällåsen i Söderhamn
- SM 100 km landsväg den 8 augusti i Stockholm
- SM mångkamp den 5  till 6 september på Gunder Hägg-stadion i Gävle
- SM terräng den 24  till 25 oktober i Uddevalla

## Medaljörer, resultat

### Herrar
| Gren               | Guld                     | Guld                                                                    | Guld     | Silver             | Silver                                                                     | Silver   | Brons                   | Brons                                                                | Brons    |
| 100 meter          | Tom Kling-Baptiste       | Huddinge AIS                                                            | 10,41    | Sulayman Bah       | Ullevi FK                                                                  | 10,46    | Austin Hamilton         | Malmö AI                                                             | 10,47    |
| 200 meter          | Tom Kling-Baptiste       | Huddinge AIS                                                            | 20,55    | Nil de Oliveira    | Spårvägens FK                                                              | 20,92    | Emil von Barth          | Ullevi FK                                                            | 21,16    |
| 400 meter          | Felix Francois           | Örgryte IS                                                              | 47,26    | Dennis Forsman     | Ullevi FK                                                                  | 47,43    | Erik Martinsson         | Gefle IF                                                             | 47,68    |
| 800 meter          | Andreas Almgren          | Turebergs FK                                                            | 1:48,06  | Kalle Berglund     | Spårvägens FK                                                              | 1:48,39  | Andreas Kramer          | Sävedalens AIK                                                       | 1:49,84  |
| 1 500 meter        | Kalle Berglund           | Spårvägens FK                                                           | 3:49,93  | Johan Walldén      | Spårvägens FK                                                              | 3:50,28  | Staffan Ek              | Huddinge AIS                                                         | 3:50,33  |
| 5 000 meter        | Abraham Adhanom          | Eskilstuna FI                                                           | 14:08,44 | Daniel Lundgren    | Turebergs FK                                                               | 14:11,06 | Mikael Ekvall           | Strömstad LK                                                         | 14:22,42 |
| 10 000 meter       | Abraham Adhanom          | Eskilstuna FI                                                           | 29:43,58 | Mikael Ekvall      | Strömstad LK                                                               | 29:51,28 | Ebba Tulu Chala         | Spårvägens FK                                                        | 30:05,78 |
| 10 km landsväg     | Abraham Adhanom          | Eskilstuna FI                                                           | 29:43    | Johan Larsson      | Strömstad LK                                                               | 29:45    | Nasir Dawud             | Eskilstuna FI                                                        | 29:54    |
| Halvmaraton        | Abraham Adhanom          | Eskilstuna FI                                                           | 1:04:38  | Johan Larsson      | Strömstad LK                                                               | 1:05:03  | Anders Kleist           | IK Akele                                                             | 1:06:43  |
| Maraton            | Fredrik Johansson        | Ullevi FK                                                               | 2:23:05  | Patrik Engström    | FK Studenterna                                                             | 2:26:35  | Anders Fransson         | Rånäs 4H                                                             | 2:26:51  |
| 100 km landsväg    | Dennis Sundman           | Team Esplanad                                                           | 7:47:50  | Fredrik Berglund   | Enhörna IF                                                                 | 7:53:10  | Karl Rönnby             | Enhörna IF                                                           | 8:03:15  |
| 4 km terräng       | Jonas Leanderson (Glans) | Malmö AI                                                                | 11:33    | Abraham Adhanom    | Eskilstuna FI                                                              | 11:37    | Olle Walleräng          | Spårvägens FK                                                        | 11:37    |
| 12 km terräng      | Abraham Adhanom          | Eskilstuna FI                                                           | 37:02    | Mustafa Mohammed   | Hälle IF                                                                   | 37:25    | Ababa Lama              | Hälle IF                                                             | 37:28    |
| 4 km terräng lag   | Eskilstuna FI            | Abraham Adhanom, Nasir Dawud, Martin Stjernlöf                          | 35:48    | Hässelby SK        | Andreas Åhwall, Emil Blomberg, Haben Idris                                 | 35:51    | Huddinge AIS            | Staffan Ek, John Kingstedt, Johan Hydén                              | 36:07    |
| 12 km terräng lag  | Hälle IF                 | Mustafa Mohammed, Ababa Lama, Scott Frase                               | 1:53:10  | Eskilstuna FI      | Abraham Adhanom, Nasir Dawud, Martin Stjernlöf                             | 1:55:23  | Spårvägens FK           | Lars Södergård, Fredrik Uhrbom, Alexander Söderberg                  | 1:55:37  |
| 110 meter häck     | Alexander Brorsson       | Atleticum Växjö SK                                                      | 13,91    | Amir Shaker        | Hammarby IF                                                                | 13,96    | Philip Nossmy           | Malmö AI                                                             | 14,12    |
| 400 meter häck     | Joel Groth               | Bollnäs FIK                                                             | 50,79    | Hampus Widlund     | IFK Växjö                                                                  | 51,75    | Jonathan Carbe          | Örgryte IS                                                           | 52,02    |
| 3 000 meter hinder | Daniel Lundgren          | Turebergs FK                                                            | 8:41,73  | Elmar Engholm      | Hässelby SK                                                                | 8:51,81  | Emil Blomberg           | Hässelby SK                                                          | 8:57,17  |
| 4 x 100 meter      | Malmö AI                 | Austin Hamilton, Philip Nossmy, Thobias Nilsson, Nick Ekelund-Arenander | 40,92    | Ullevi FK          | Jonas Hilmersson, Sulayman Bah, David Sennung, Emil von Barth              | 41,33    | Spårvägens FK           | Carl Armfelt, Nil de Oliveira, Trausti Stefansson, Mattias Sunneborn | 41,47    |
| 4 x 400 meter      | Ullevi FK                | Martin Selin, Alexander Lundskog, Adam Danielsson, Dennis Forsman       | 3:16,00  | Huddinge AIS       | Tom Kling-Baptiste, Anton Nilsson, Ludvig Hillenfjärd, Alexander Nordkvist | 3:16,92  | Hässelby SK             | Elias Amado, Mattias Claesson, Thomas Yemane, Rickard Gunnarsson     | 3:12,26  |
| 4 x 800 meter      | Spårvägens FK            | Joakim Eriksson, Karim Mohammadi, William Levay, Kalle Berglund         | 7:37,14  | Hässelby SK        | Anton Persson, Rickard Gunnarsson, Gustav Bivstedt, Mattias Claesson       | 7:37,90  | Huddinge AIS            | Alexander Persson, Staffan Ek, Johan Hydén, Thobias Ekhamre          | 7:38,52  |
| 4 x 1 500 meter    | Spårvägens FK            | Karim Mohammadi, Olle Walleräng, Kalle Berglund, William Levay          | 15:47,38 | Huddinge AIS       | Thobias Ekhamre, John Kingstedt, Staffan Ek, Johan Hydén                   | 15:53,79 | Malmö AI                | Henrik Petersson, Anton Danielsson, Anton Wåhlin, Ahmed Tahir        | 16:40,97 |
| Höjdhopp           | Fredrik Löfgren          | IFK Lund                                                                | 2,14     | Mehdi Alkhatib     | Hammarby IF                                                                | 2,14     | Andreas Carlsson        | IK Ymer                                                              | 2,10     |
| Stavhopp           | David Kappelin           | Örgryte IS                                                              | 5,22     | Erik Thorstensson  | Spårvägens FK                                                              | 5,17     | Simon Assarsson         | IFK Växjö                                                            | 5,12     |
| Längdhopp          | Michel Tornéus           | Hammarby IF                                                             | 8,07     | Andreas Otterling  | KFUM Örebro                                                                | 7,79     | Thobias Nilsson Montler | Malmö AI                                                             | 7,42     |
| Tresteg            | Mathias Ström            | Örgryte IS                                                              | 15,79    | Daniel Lennartsson | Örgryte IS                                                                 | 15,71    | Moteba Mohamed          | Hässelby SK                                                          | 15,61    |
| Kula               | Daniel Ståhl             | Spårvägens FK                                                           | 18,58    | Niklas Arrhenius   | Spårvägens FK                                                              | 18,23    | Arwid Koskinen          | Huddinge AIS                                                         | 18,06    |
| Diskus             | Benn Harradine           | Hammarby IF                                                             | 63,54    | Axel Härstedt      | Malmö AI                                                                   | 63,07    | Daniel Ståhl            | Spårvägens FK                                                        | 60,20    |
| Slägga             | Elias Håkansson          | Spårvägens FK                                                           | 71,31    | Oscar Vestlund     | IF Göta Karlstad                                                           | 70,39    | Mattias Lindberg        | Skellefteå AIK                                                       | 65,02    |
| Spjut              | Kim Amb                  | Bålsta IK                                                               | 82,40    | Jiannis Smalios    | KFUM Örebro                                                                | 78,32    | Gabriel Wallin          | Södertälje IF                                                        | 74,68    |
| Tiokamp            | Fredrik Samuelsson       | Hässelby SK                                                             | 7 352    | Rasmus Carlsson    | KFUM Örebro                                                                | 7 125    | Kevin Fankl             | Ullevi FK                                                            | 6 851    |
| Lagtävling         | Spårvägens FK            | -                                                                       | 81       | Hässelby SK        | -                                                                          | 73,5     | Ullevi FK               | -                                                                    | 69       |

### Damer
| Gren               | Guld                | Guld                                                              | Guld     | Silver                 | Silver                                                              | Silver   | Brons                   | Brons                                                                     | Brons    |
| 100 meter          | Daniella Busk       | Malmö AI                                                          | 11,62    | Elin Östlund           | KFUM Örebro                                                         | 11,70    | Gladys Bamane           | Spårvägens FK                                                             | 11,75    |
| 200 meter          | Daniella Busk       | Malmö AI                                                          | 23,63    | Moa Hjelmer            | Spårvägens FK                                                       | 23,65    | Gladys Bamane           | Spårvägens FK                                                             | 24,10    |
| 400 meter          | Lisa Duffy          | Hässelby SK                                                       | 54,30    | Josefin Magnusson      | Malmö AI                                                            | 55,01    | Pernilla Tornemark      | Malmö AI                                                                  | 55,38    |
| 800 meter          | Anna Silvander      | IFK Lidingö                                                       | 2:04,86  | Charlotte Schönbeck    | IFK Lidingö                                                         | 2:08,47  | Linn Nilsson            | Hälle IF                                                                  | 2:08,85  |
| 1 500 meter        | Anna Silvander      | IFK Lidingö                                                       | 4:15,37  | Charlotte Schönbeck    | IFK Lidingö                                                         | 4:16,67  | Yolanda Ngarambe        | Turebergs FK                                                              | 4:17,90  |
| 5 000 meter        | Charlotta Fougberg  | Ullevi FK                                                         | 16:24,37 | Carolina Johnson       | Linköpings GIF                                                      | 16:46,53 | Emma Dahl               | Örgryte IS                                                                | 16:48,84 |
| 10 000 meter       | Isabellah Andersson | Hässelby SK                                                       | 34:54,59 | Therese Olin           | Ullevi FK                                                           | 35:05,99 | Frida Lundén            | FK Studenterna                                                            | 35:17,75 |
| 10 km landsväg     | Isabellah Andersson | Hässelby SK                                                       | 32:34    | Charlotta Fougberg     | Ullevi FK                                                           | 32:51    | Louise Nilsson          | Malmö AI                                                                  | 34:46    |
| Halvmaraton        | Isabellah Andersson | Hässelby SK                                                       | 1:11:56  | Louise Nilsson         | Malmö AI                                                            | 1:16:58  | Therese Olin            | Ullevi FK                                                                 | 1:17:12  |
| Maraton            | Isabellah Andersson | Hässelby SK                                                       | 2:34:14  | Lena Eliasson          | Hässelby SK                                                         | 2:44:17  | Charlotte Karlsson      | Hässelby SK                                                               | 2:45:13  |
| 100 km landsväg    | Stina Svensson      | Fredrikshofs FIF                                                  | 7:51:19  | Frida Södermark        | GoIF Tjalve                                                         | 8:15:39  | Yudith Hernandez Melgar | Varbergs GIF                                                              | 8:34:56  |
| 4 km terräng       | Sarah Lahti         | Hässelby SK                                                       | 13:20    | Klara Bodinson         | Sävedalens AIK                                                      | 13:33    | Sara Holmgren           | Sävedalens AIK                                                            | 13:37    |
| 8 km terräng       | Sara Holmgren       | Sävedalens AIK                                                    | 28:43    | Linn Nilsson           | Hälle IF                                                            | 28:59    | Frida Aspnäs            | Spårvägens FK                                                             | 29:14    |
| 4 km terräng lag   | Sävedalens AIK      | Klara Bodinson, Sara Holmgren, Elin Borglund                      | 41:32    | Hälle IF               | Linn Nilsson, Annelie Johansson, Lisa Öberg                         | 42:34    | Spårvägens FK           | Frida Aspnäs, Cecilia Norrbom, Anja Tjärdal                               | 42:59    |
| 8 km terräng lag   | Spårvägens FK       | Frida Aspnäs, Cecilia Norrbom, Anja Tjärdal                       | 1:29:18  | Hälle IF               | Linn Nilsson, Annelie Johansson, Lisa Öberg                         | 1:29:30  |                         |                                                                           |          |
| 100 meter häck     | Malin Eriksson      | KFUM Örebro                                                       | 14,13    | Sofia Mossberg         | Falu IK                                                             | 14,13    | Caroline Tegel          | IF Göta Karlstad                                                          | 14,17    |
| 400 meter häck     | Elise Malmberg      | Hässleholms AIS                                                   | 57,91    | Frida Persson          | Hammarby IF                                                         | 58,96    | Sara Bley               | GoIF Tjalve                                                               | 59,54    |
| 3 000 meter hinder | Charlotta Fougberg  | Ullevi FK                                                         | 9:51,86  | Ronja Fjellner         | Örgryte IS                                                          | 10:16,94 | Emma Dahl               | Örgryte IS                                                                | 10:18,24 |
| 4 x 100 meter      | Malmö AI            | Irene Ekelund, Linnea Killander, Daniella Busk, Josefin Magnusson | 45,48    | Spårvägens FK          | Marie Sönnerfors, Isabelle Eurenius, Gladys Bamane, Moa Hjelmer     | 45,99    | Ullevi FK               | Khaddi Sagnia, Estelle Montler, Mia Stenvall, Matilda Hellqvist           | 47,08    |
| 4 x 400 meter      | Hässelby SK         | Sofia Johannson, Malin Skogström, Lisa Duffy, Elin Moraiti        | 3:48,02  | Malmö AI               | Frida Grindheim, Linnea Killander, Daniella Busk, Josefin Magnusson | 3:48,23  | Ullevi FK               | Johanna Holmén-Svensson, Estelle Montler, Lovisa Lindh, Matilda Hellqvist | 3:48,40  |
| 4 x 800 meter      | Hässelby SK         | Lovisa Bivstedt, Sarah Lahti, Astrid Rosvall, Elin Moraiti        | 8:58,82  | IFK Lidingö            | Isabelle Eriksson, Vilma Jonsson, Sofia Öberg, Anna Silvander       | 9:01,44  | Täby IS                 | Amanda Trense, Sofia Linde, Cornelia Alm, Ida Holm                        | 9:23,13  |
| 3 x 1 500 meter    | IFK Lidingö         | Rebecka Öberg, Sofia Öberg, Anna Silvander                        | 13:47,19 | Hässelby SK            | Astrid Rosvall, Lina Alainentalo, Sara Lahti                        | 13:51,57 | KFUM Örebro             | Erika Bergentz, Josefin Gerdevåg, Lisa Brorson                            | 14:58,07 |
| Höjdhopp           | Sofie Skoog         | IF Göta Karlstad                                                  | 1,92     | Erika (Wiklund) Kinsey | Trångsvikens IF                                                     | 1,92     | Ebba Jungmark           | Mölndals AIK                                                              | 1,86     |
| Stavhopp           | Angelica Bengtsson  | Hässelby SK                                                       | 4,61     | Michaela Meijer        | Örgryte IS                                                          | 4,47     | Lisa Gunnarsson         | Hässelby SK                                                               | 4,11     |
| Längdhopp          | Khaddi Sagnia       | Ullevi FK                                                         | 6,78     | Erica Jarder           | Spårvägens FK                                                       | 6,54     | Malin Marmbrandt        | Västerås FK                                                               | 6,24     |
| Tresteg            | Madeleine Nilsson   | Gefle IF                                                          | 12,92    | Jasmin Sabir           | Hammarby IF                                                         | 12,90    | Malin Marmbrandt        | Västerås FK                                                               | 12,89    |
| Kula               | Fanny Roos          | Atleticum Växjö SK                                                | 16,83    | Agnes Larsson          | IF Göta Karlstad                                                    | 14,57    | Maria Nilsson           | HIK Orient                                                                | 13,69    |
| Diskus             | Sofia Larsson       | Ullevi FK                                                         | 58,05    | Fanny Roos             | Atleticum Växjö SK                                                  | 52,39    | Heidi Schmidt           | Spårvägens FK                                                             | 51,67    |
| Slägga             | Tracey Andersson    | Ullevi FK                                                         | 68,73    | Eleni Larsson          | Huddinge AIS                                                        | 67,12    | Ida Storm               | Hässelby SK                                                               | 66,86    |
| Spjut              | Anna Wessman        | IFK Växjö                                                         | 56,12    | Sofi Flink             | Västerås FK                                                         | 54,70    | Malin Haglund           | Ullevi FK                                                                 | 50,49    |
| Sjukamp            | Lovisa Östervall    | IFK Tumba                                                         | 5 548    | Malin Skogström        | Hässelby SK                                                         | 5 401    | Beatrice Lantz          | IFK Växjö                                                                 | 5 063    |
| Lagtävling         | Ullevi FK           | -                                                                 | 82       | Hässelby SK            | -                                                                   | 75       | IF Göta Karlstad        | -                                                                         | 65       |

### Fotnoter
1. ↑  ”Resultatarkiv hos friidrott.se”. friidrott.se. Arkiverad från originalet den 4 mars 2016. https://web.archive.org/web/20160304193526/http://www.friidrott.se/rs/resultat.aspx?page=results&year=2015&type=2. Läst 25 mars 2015.
2. 1 2 3 4 5 6 7 8  ”Stora SM 2015, dag 1”. trackandfield.se. http://www.trackandfield.se/resultat/2015/150807.htm. Läst 31 oktober 2015.
3. 1 2 3 4 5 6 7 8 9 10 11 12 13 14  ”Stora SM 2015, dag 3”. trackandfield.se. http://www.trackandfield.se/resultat/2015/150809.htm. Läst 31 oktober 2015.
4. 1 2 3 4 5 6 7 8 9 10 11 12 13 14  ”Stora SM 2015, dag 2”. trackandfield.se. http://www.trackandfield.se/resultat/2015/150808.htm. Läst 31 oktober 2015.
5. 1 2  ”SM 10 km landsväg 2015”. marathon.se. http://www.marathon.se/racetimer?v=%2Fsv%2Frace%2Fshow%2F2869%3Flayout%3Dmarathon. Läst 10 november 2015.
6. 1 2  ”SM i halvmarathon 2015”. kungsholmenrunt.se. http://kungsholmenrunt.se/Main/resultat2015.asp. Läst 31 oktober 2015.
7. 1 2  ”SM i marathon 2015”. results.marathon.se. http://results.marathon.se/2015/. Läst 31 oktober 2015.
8. 1 2  ”SM 100 km landsväg 2015”. marathon.se. http://www.marathon.se/racetimer?v=%2Fsv%2Frace%2Fshow%2F2869%3Flayout%3Dmarathon. Läst 31 oktober 2015.
9. 1 2 3 4 5 6 7 8  ”Terräng-SM 2015”. marathon.se. http://www.marathon.se/racetimer?v=%2Fsv%2Frace%2Fshow%2F2980%3Flayout%3Dmarathon. Läst 31 oktober 2015.
10. 1 2 3 4 5 6 7 8  ”Stafett-SM 2015”. smfriidrott.com. Arkiverad från originalet den 24 november 2015. https://web.archive.org/web/20151124055051/http://www.smfriidrott.com/tavling/stafett-sm-2015/resultat. Läst 31 oktober 2015.
11. 1 2  ”SM i mångkamp 2015”. windathletics.com. Arkiverad från originalet den 24 november 2015. https://web.archive.org/web/20151124071109/http://www.windathletics.com/mkampsm2015_resultat.html. Läst 31 oktober 2015.
12. 1 2  ”Lag-SM 2015”. Arkiverad från originalet den 6 mars 2016. https://web.archive.org/web/20160306093450/http://212.247.216.72/friidrott/lagsm15/resultat.php. Läst 31 oktober 2015.